# Société de moralité publique
La société de moralité publique est une société abolitionniste belge, fondée en 1881 à la suite de l'affaire des petites Anglaises, et disparue en 1908. 

## Histoire
L'avocat bruxellois Alexis Splingard et l'industriel de Zaventem Jules Pagny fondent en septembre 1880 la Société pour l’affranchissement des blanches,  Dans un manifeste abolitionniste intitulé De l’organisation de la traite et de l’esclavage des blanches à Bruxelles, Jules Pagny dénonce le réglementarisme qui régit alors la prostitution en Belgique et dépeint la prostituée comme une victime. Ce manifeste donne lieu à la publication d'une tribune par Émile de Laveleye, en février 1881. Splingard, Pagny et de Laveleye se rencontrent quelques jours après, et ils forment la Société de moralité publique, pendant le scandale de l'affaire « des petites Anglaises » qui a lieu entre 1879 et 1881. De Laveleye en devient le premier président. Le but de cette société est de diffuser les idées abolitionnistes en Belgique, en rassemblant à sa création différents bords politiques.  
Un bulletin trimestriel est publié par la société à partir de 1882. 
La société a une position prohibitionniste vis-à-vis de la prostitution ; 4 buts
La société de moralité publique envoie une pétition dans de nombreuses villes de Belgique, mais l'initiative ne rencontre que peu d'écho parmi les conseillers municipaux. 
En 1881, la société compte une centaine de membres et 250 en 1883, dont font partie des personnalités comme Jules Lejeune et Auguste Beernaert.

## Présidence
Trois présidents se succèdent à la tête de l'organisation, :
- Émile de Laveleye (1881-1891 ou 1892)
- Édouard Mussche (1891-1906)
- Jules Lejeune (1906 ou 1907-1908)

## Personnalités membres
- Jules Lejeune[3] (homme politique et futur ministre de la Justice)
- Auguste Beernaert[3]
- Paul Janson (homme politique libéral progressiste)[3]
- Hippolyte Guillery (médecin)[3]
- Moeller[3]
- Édouard Mussche (avocat)[3]
- Quirini (curé)[3]
- Rey (pasteur)[3]
- Émile de Laveleye[3] (économiste)
- Émile Vandervelde (homme politique socialiste)[3]